# Swesdelina Stankowa

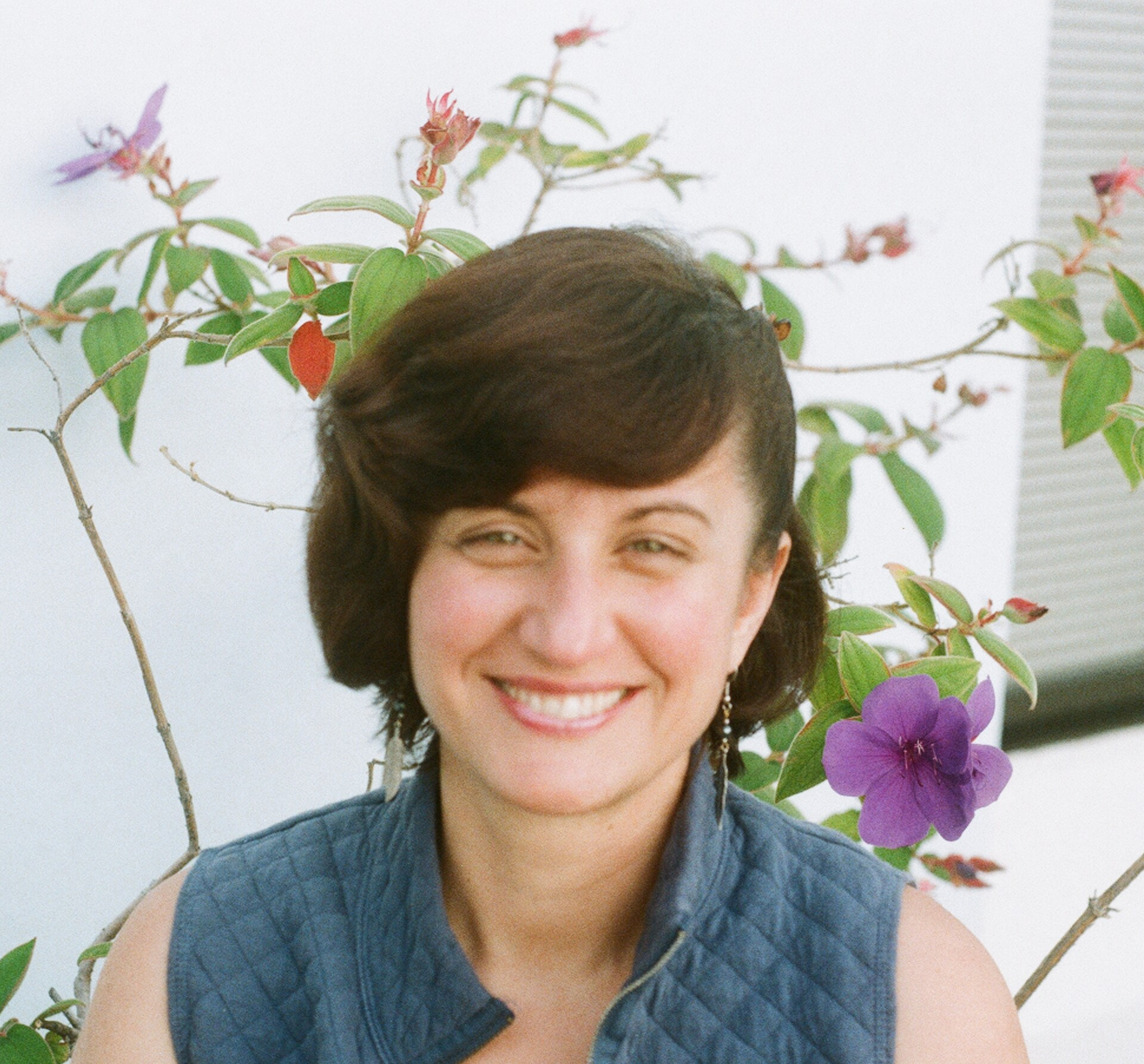
Zvezdelina Stankova

Zvezdelina Stankova (bulgarisch Звезделина Станкова; * 15. September 1969 in Russe, Bulgarien) ist eine bulgarische Mathematikerin und Hochschullehrerin. Sie ist Professorin für Mathematik am Mills College in Oakland, Kalifornien, Gründerin des Berkeley Math Circle und Expertin für die kombinatorische Aufzählung von Permutationen mit verbotenen Mustern.

## Leben und Forschung
Stankova begann als Fünftklässlerin in Bulgarien am Ruse-Mathematikkreis teilzunehmen. Im selben Jahr lernte sie den Zauberwürfel zu lösen und gewann regionale Mathematikwettbewerbe. Sie war Schülerin einer englischsprachigen Elite-Oberschule und nahm 1987 und 1988 im bulgarischen Team an der Internationalen Mathematik-Olympiade teil, wobei sie je eine Silbermedaille gewann. Sie studierte an der Universität Sofia und wurde 1989 als eine von 15 bulgarischen Studenten ausgewählt ihr Studium in den USA abzuschließen. Sie studierte mit Rhonda Hughes als Mentorin der Fakultät am Bryn Mawr College mit einem Bachelor-Abschluss und Master-Abschluss 1992. Während ihres Studiums nahm sie an einem Sommerforschungsprogramm bei Joseph Gallian an der University of Minnesota teil, wo ihr Interesse an Permutationsmustern geweckt wurde. Sie wurde 1997 bei Joe Harris an der Harvard University mit der Dissertation Moduli of Trigonal Curves promoviert. Anschließend forschte sie an der University of California in Berkeley als Morrey Assistant Professorin für Mathematik, wechselte 1999 an die Mills College-Fakultät und unterrichtete weiterhin einen Kurs pro Jahr als Gastprofessorin in Berkeley. Sie ist Mitglied des Beirats der Proof School in San Francisco. 1998 gründete sie die Bay Area Mathematical Olympiad.  Sechs Jahre lang war sie Trainerin des Teams der US International Mathematical Olympiad. Seit 2013 hat sie in mehreren Videos auf dem YouTube-Kanal „Numberphile“ zum Thema Mathematik mitgewirkt.

## Auszeichnungen
- 1992: Alice T. Schader-Preis, Association for Women in Mathematics für ihre Bachelor-Forschung zu Permutationsmustern.
- 2004: Henry L. Alder-Preis für herausragenden Unterricht durch ein Mitglied der Fakultät für Mathematik am College oder der Universität
- 2011: Deborah und Franklin Tepper Haimo-Preis, Mathematical Association of America
- 2009 bis 2012:  Frederick A. Rice Professorin für Mathematik